# 한국어의 외래어
한국어의 외래어(韓國語의 外來語)란 외국어에서 들어와 한국어의 일부로 굳어진 말을 말한다. 한국어의 외래어는 상고 시대부터 오늘날까지 한국어에 지속해서 들어오고 있다.

## 외래어의 예시

### 근대 이전의 외래어

#### 산스크리트어
대부분이 불교 용어다.
- 가사: काषाय
- 나락: नरक
- 사리: शरीर
- 삼매: समाधि
- 바리: < 缽 + -이 <  पात्र + -이

#### 몽골어
- 갈지개[1]: qarciqai
- 더그레: degelei(ᠲ᠋‍ᠠ‍ᠭᠡ᠊ᠯ‍ᠠ‍᠊ᠢ)
- 송골[2]: šongqor(ᠱᠣᠩᠬᠤᠷ)· šingqor
- 수라[3]: šülen
- 악대[4]: aqta
- 업진[5]: ebči’ün(ᠡᠪᠴᠢᠭᠦᠨ)
- 오늬: onu·oni
- 절따[6][7]: je’erde
- 철릭: terlig(ᠲ᠋‍ᠠ‍᠊ᠷ᠊ᠯ᠊ᠢ᠊᠊ᠢ᠊ᠡ᠋)
- 솔(과녁): sur[8]
- 고두리: qodoli

#### 중국어

##### 상고 한어
- 붓: 筆
- 먹: 墨

##### 중고 한어
- 접시: 疊子
- 저(관악기): 笛

##### 근대 한어
- 배추: 白菜
- 시금치: 赤根菜
- 수수: 蜀黍
- 피리: 觱篥
- 투구: 頭盔
- 비단: 匹段

#### 퉁구스어족
- 야레: 만주어 yaru(ᡟᠠᡵᡠ)
- 사돈: 여진어[9] sadun
- 감투: 곽충구(2018)는 여진어 *kam/kamtu[10]에서 차용한 것으로 보았다.[11]
- 족제비: 양재영(2023)은 이를 우디허어군 *čokčɪ에서 차용한 것으로 보았다.[12]

### 근대 이후의 외래어
너무 많아서 여기에는 기재할 수 없다. 몇몇의 예를 들면 스포이트(네덜란드어), 로봇(체코어), 사우나(핀란드어), 추로스(에스파냐어) 등이 있다.